# Junk (сингл)
«Junk» — сингл группы Jane Air, вышедший в 2004 году, а также одноимённая песня, впервые появившаяся в альбоме Pull Ya? Let It Doll Go! (2002). Написана Папой Смайком из регги-хардкор-группы «Пойманные муравьеды». На эту песню вышел клип и фильм о клипе. Текст трека в сатирической форме повествует об употреблении наркотических веществ молодёжью. Песня сразу стала визитной карточкой группы. В 2005 году Jane Air была удостоена за «Junk» премии RAMP телеканала A-One в номинации «Песня года».
Junk на разговорном английском — наркотик, как правило, героин.
В 2010 году Jane Air выпустили альбом Weekend Warriors, который включает песню Junk 2: Fatality. Песня является взглядом назад спустя 10 лет и опирается на образы, использованные в оригинальном треке.
Песня используется в четвёртом эпизоде третьего сезона американского супергеройского сериала «Пацаны».

## Список композиций
| №  | Название                   | Длительность |
| -- | -------------------------- | ------------ |
| 1. | «Junk (album version)»     | 3:28         |
| 2. | «Junk (video version)»     | 3:25         |
| 3. | «Кровь и молоко»           | 3:16         |
| 4. | «Злое солнце»              | 4:14         |
| 5. | «Обрывки (garage version)» | 1:47         |